# 이동초등학교 다초분교
이동초등학교 다초분교는 대한민국 경상남도 남해군 이동면 남해대로 2412 (초음리)에 있었던 공립 초등학교이다.

## 연혁
- 1934년 3월 31일 이동공립보통학교 부설 초음간이학교
- 1938년 4월 1일 이동공립심상소학교 부설 초음간이학교
- 1996년 3월 1일 다초초등학교로 개칭
- 1999년 9월 1일 이동초등학교 다초분교
- 2003년 3월 1일 폐교